# Poštansko sanduče
Poštansko sanduče je sandučić u koji korisnici mogu ubaciti obične pismonosne pošiljke kako bi ih davalac poštanskih usluga otpremio primaocima. Koristi se i naziv poštanski kovčežić jer se pod terminom poštansko sanduče podrazumeva i sanduče u koji Poštari ubacuju dolazna pisma korisnicima u stambenim zgradama.
Prvi poštanski sandučići su se pojavili u Parizu 1653, u Berlinu 1766, na teritoriji Austrougarske od 1850. Na ulicama Beograda prvi su postavljeni 1863 što je i objavljeno u “Srbskim novinama” 17. avgusta 1863. Vest je glasila “za olakšavanje predavanja pisama na poštu beogradsku, Ministar unutrašnjih dela naredio je da se pri Odeljenjima Upraviteljstva varoši Beograda nameste sandučići”.
Prvi sandučići su bili od drveta i rok trajanja im je bio kratak. Kasnije su zamenjeni metalnim.

## Галерија
- Sanduče zidno
- Samostojeće sanduče
- Poštansko sanduče ispred Etnografskog muzeja u Beogradu
- Poštansko sanduče iz 1970
- Poštansko sanduče za katanac